# Foszgén
A foszgén (vagy karbonil-klorid) a szénsav származékának, dikloridjának tekinthető szervetlen vegyület. Képlete COCl2. Erős méreg. Színtelen, dohos szénára emlékeztető, fojtó szagú gáz. Víz hatására hidrolizál, apoláris oldószerekben (benzolban, toluolban) jól oldódik. Hűtéssel könnyen cseppfolyósítható. A vegyipar műanyaggyártásra használja.

## Története
Először John Davynek sikerült foszgént előállítania 1812-ben. Klórgáz segítségével állította elő szén-monoxidból napfény hatására. A vegyület neve is ebből ered („a fény szülötte”). Az első világháborúban harci gázként használták.

## Élettani hatása
A foszgén erős méreg. A tüdőben bomlik el, nagyon kis koncentrációban (0,1%) belélegezve is 6-8 óra múlva tüdővizenyőt okozhat, ami halálos lehet. Mérgezés esetén alkoholt kell belélegeztetni, ami megköti a foszgént.

## Szerkezete
A foszgén planáris alakú molekula, a benne található szénatom hármas koordinációjú. A szénatom sp2 hibridizációjú, hozzá bifunkcionális oxigénatom kapcsolódik. A C–O kötéshossz 116,5 pm (ábrán 118 pm szerepel), a kötésrend nagyobb, mint kettő. Ennek az az oka, hogy a klóratomok nemkötő elektronpárjai kismértékben delokalizálódnak a C–O kötésre.

## Kémiai tulajdonságai
Reakciókészsége a savkloridokhoz hasonlóan nagy. Víz hatására gyorsan hidrolizál, szénsav és sósav keletkezik belőle. A keletkező szénsav vízre és szén-dioxidra bomlik.
{\displaystyle \mathrm {COCl_{2}+2\ H_{2}O\rightarrow 2\ HCl+[H_{2}CO_{3}]} }
{\displaystyle \mathrm {[H_{2}CO_{3}]\rightarrow CO_{2}+H_{2}O} }
A foszgénből vele ekvimoláris mennyiségű alkohol hatására klórhangyasav-észterek keletkeznek erős hűtés mellett. A reakciót indifferens oldószerben, általában éterben vagy toluolban  végzik.
{\displaystyle \mathrm {Cl{-}CO{-}Cl+HOC_{2}H_{5}\rightarrow Cl{-}CO{-}OC_{2}H_{5}+HCl} }
A foszgén másik klóratomja is reakcióba vihető etanollal, ha megfelelő mennyiségű alkohol áll rendelkezésre, és ha jelen van híg lúg vagy piridin, ami a kilépő sósavat megköti. A folyamat során dietil-karbonát képződik. A dietil-karbonát színtelen folyadék, amit karbetoxicsoport (-COOC2H5) bevitelére használnak. Más alkoholok is hasonlóan reagálnak foszgénnel.
{\displaystyle \mathrm {Cl{-}CO{-}Cl+2\ HOC_{2}H_{5}\rightarrow C_{2}H_{5}O{-}CO{-}OC_{2}H_{5}} }
Ha a foszgén ammóniával reagál, belőle a szénsav amidja, karbamid keletkezik. A reakcióban melléktermékek is képződnek, ezért a kitermelés legfeljebb 40%-os.
{\displaystyle \mathrm {COCl_{2}+4\ NH_{3}\rightarrow CO(NH_{2})_{2}+2\ NH_{4}Cl} }
Hasonló módon reagál a foszgén a primer és a szekunder aminokkal is. Primer aminokból N,N'-dialkilkarbamid, szekunder aminokból tetraalkilkarbamid keletkezik.

## Előállítása
A foszgént ma is szén-monoxidból és klórgázból gyártják (ahogy Davy először előállította). A szén-monoxid addícionálja a klórt. A foszgén előállítását 250 °C-on, aktív szén katalizátor jelenlétében végzik.
{\displaystyle \mathrm {CO+Cl_{2}\rightarrow COCl_{2}} }
A kloroform napfény és oxigén hatására lejátszódó bomlásakor szintén foszgén keletkezik.
{\displaystyle \mathrm {CHCl_{3}+{\frac {1}{2}}\ O_{2}\rightarrow COCl_{2}+HCl} }